# 어그레츠코: 회사는 열바다

어그레츠코: 회사는 열바다(원작명 : 어그레시브 레츠코, 일본어: アグレッシブ烈子)는 일본의 뮤지컬 코미디 애니메이션 웹 텔레비전 시리즈이다.

## 출시일
- 넷플릭스: 2018년 4월 20일 ~ 현재

## 줄거리
레츠코는 일본 무역 회사의 회계 부서에서 일하는 25세의 단일 의인화된 래서판다로 21세기 일본에서 젊은 성인들이 겪는 전형적인 문제를 해결하기 위해 최선을 다하고 있다. 격렬한 상사와 동료들의 끊임없는 좌절에 직면한 레츠코는 매일 밤 노래방에 가서 데스 메탈을 부르며 감정을 털어 놓는다.

## 등장인물
- 레츠코 (烈子)
- 하이다 (ハイ田)
- 페네코 (フェネ子)
- 톤 부장 (トン)
- 츠노다 (角田)
- 코미야 계장 (小宮)
- 와시미 (鷲美)

## 성우진
- 정유정
- 윤용식
- 김신우